# Petra Nows
Petra Nows   (Duisburg, 23 de juny de 1953) és una nedadora alemanya, ja retirada, especialista en braça, que va competir sota bandera de la República Federal Alemanya durant la dècada de 1970.
El 1972 va prendre part en els Jocs Olímpics d'Estiu de Múnic on fou cinquena en els 200 metres braça del programa de natació.
En el seu palmarès destaca una medalla de bronze en els 4x100 metres estils al Campionat del Món de natació de 1973. A nivell nacional va guanyar dos campionats de la RFA, en els 100 i 200 metres braça, el 1973.